# 石川県道114号小原土清水線
石川県道114号小原土清水線（いしかわけんどう114ごう おはらつちしみずせん）は金沢市内を通る一般県道（石川県道）である。

## 概要
- 起点：石川県金沢市小原町ス44番3地先（＝内川ダム前）
- 終点：石川県金沢市土清水三丁目242番1地先（＝土清水交差点・石川県道10号金沢湯涌福光線交点）

内川ダムから筍が特産品として知られる金沢市別所町まで北上、同町のJA金沢市筍加工場前を東へ右折し、内川を渡る。天池橋詰で左折して、天池橋で犀川を渡り、河岸段丘となっている小立野台地を登る。末駐在所前交差点からは、石川県道207号倉谷土清水線と重複し、終点の土清水交差点で石川県道10号線金沢湯涌福光線と接続する。

## 歴史
- 1973年（昭和48年）3月31日：金沢市菊水町から現在の終点までを「石川県道菊水土清水線」として路線認定。
- 1977年（昭和52年）1月14日：「菊水土清水線」を廃止。「菊水土清水線」のうち、同市菊水町から同市小原町（内川ダム）の間を除外した現区間を「石川県道小原土清水線」として新たに路線認定。

## 接続道路
- 石川県道144号別所野町線（金沢市別所町）
- 石川県道207号倉谷土清水線（同市末町・末駐在所前交差点）
- 石川県道10号金沢湯涌福光線（同市土清水3丁目・土清水交差点：終点）

## 重複区間
- 石川県道207号倉谷土清水線（金沢市末町・末駐在所前交差点 - 同市土清水3丁目・土清水交差点：終点）

## 周辺施設
- 内川ダム
- 金沢市立内川小学校
- 金沢市立内川中学校
- 内川スポーツ広場
- 石川県埋蔵文化財センター
- 滝乃荘[2]
- 石川県立金沢辰巳丘高等学校